# Wang Haizhen
Pour les articles homonymes, voir Wang (patronyme).
 (mai 2021).
Si vous disposez d'ouvrages ou d'articles de référence ou si vous connaissez des sites web de qualité traitant du thème abordé ici, merci de compléter l'article en donnant les références utiles à sa vérifiabilité et en les liant à la section « Notes et références ».
Wang Haizhen (chinois: 王海珍) est un mannequin chinois.

## Biographie
Elle a commencé sa carrière en remportant le concours de beauté organisé par la plus importante agence de mannequins chinoise Silk Road.
Elle s'est par la suite fait connaître en défilant notamment à Paris pour les grands noms de la haute couture.
Wang Haizhen s'est ensuite essayée au théâtre avant de consacrer le plus clair de son temps au tournage de films et séries télévisées. Elle garde toutefois un lien avec le monde du mannequinat en défilant dans les principales manifestations à travers la Chine.